# Bégaszuszány

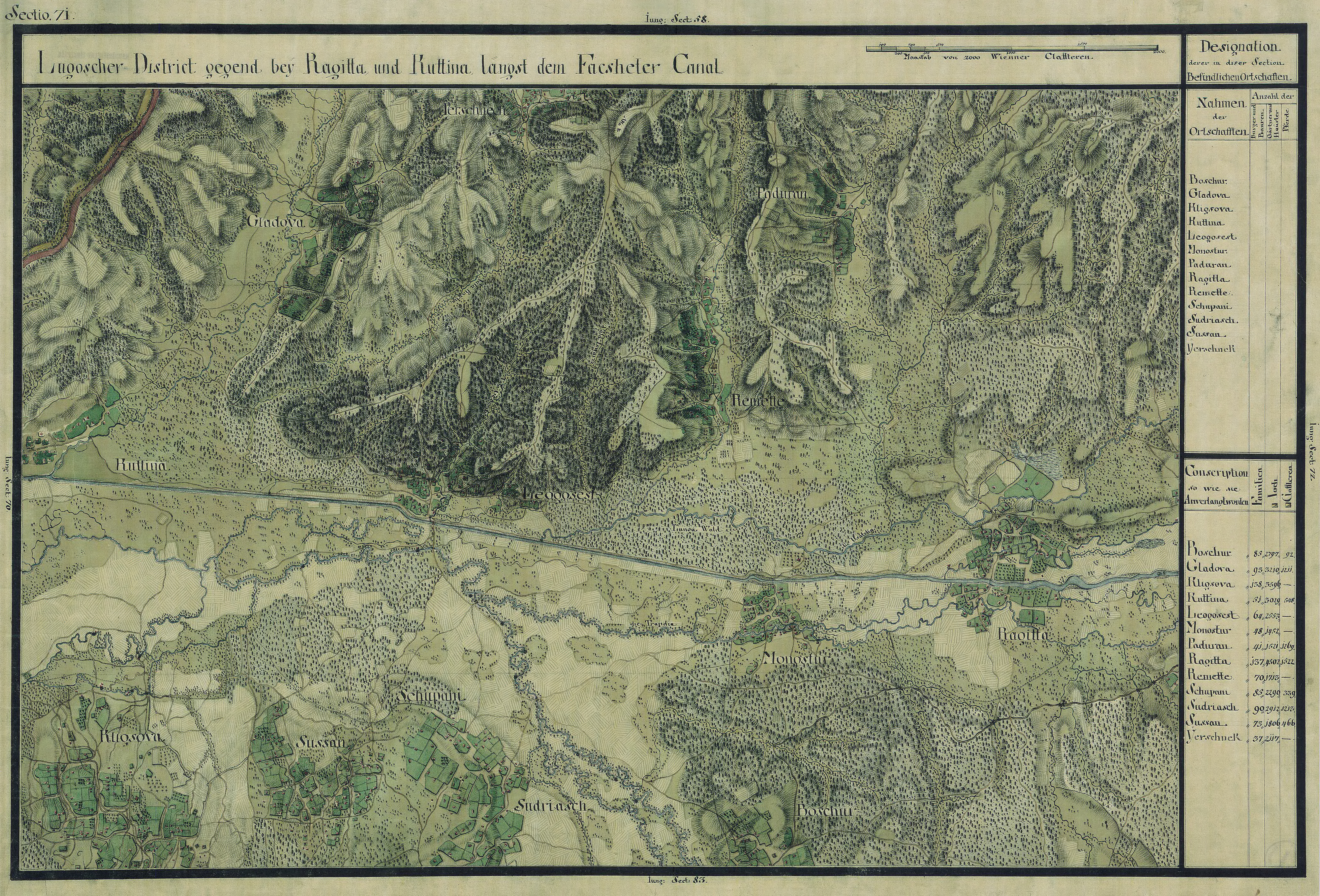
Bégaszuszány egy régi térképen

Bégaszuszány (Susani), település Romániában, a Bánságban, Temes megyében.

## Fekvése
Lugostól északkeletre, Lőkösfalva, Klicsó és Bégaszederjes közt fekvő település.

## Története
Bégaszuszány nevét 1596-ban említette először oklevél Zuzany néven. 1598-ban Zwzany, 1599-ben Zuzan, 1785-ben Suschany, 1808-ban Szuszány, Szuszeni néven írták.
1851-ben Fényes Elek írta a településről: „...445 óhitű lakossal, anyatemplommal...Földesura a kamara.”
1910-ben 940 lakosából 147 magyar, 49 szlovák, 738 román volt. Ebből 111 római katolikus, 48 evangélikus, 729 görögkeleti ortodox volt.
A trianoni békeszerződés előtt Krassó-Szörény vármegye Bégai járásához tartozott.